# Pennisetia marginata
Pennisetia marginata is een vlinder uit de familie wespvlinders (Sesiidae), onderfamilie Tinthiinae.
Pennisetia marginata is voor het eerst wetenschappelijk beschreven door Harris in 1839. De soort komt voor in het Nearctisch gebied.